# كشف الأقنعة (مسلسل)
كشف الأقنعة مسلسل سوري من إنتاج شركة المسار للإنتاج الفني، وقصة وسيناريو وحوار الكاتب محمود الجعفوري، وإخراج حسان داوود.

## قصة العمل
العمل هو عبارة عن دراما بوليسية عرض لأول مرة في الموسم الرمضاني للعام 2011 حقق نجاح كبير ونسبة مشاهدة عالية، يعرض المسلسل جرائم عدة ضمن أجواء مشوقة من جهة ومرعبة من جهة أخرى. كل جريمة تعرض ضمن عدة حلقات مطولة تصل إلى الأربع حلقات لحل الجريمة بشكل كامل.

## الممثلون
طاقم العمل الرئيسي في كل حلقة يتضمن الفنانين: عابد فهد - ميلاد يوسف - كندا حنا - لينا دياب - فاتح سلمان. بالإضافة إلى:
سلوم حداد، أمل عرفة، جهاد سعد، جهاد عبدو، شادي زيدان، رنا الأبيض، إياد أبو الشامات، كاريس بشار، طلحت حمدي، تولاي هارون، ليلى عوض، خالد القيش، فارس الحلو، فايز قزق، عبير شمس الدين، مكسيم خليل، نجلاء الخمري، رنا العظم، ريم عبد العزيز، ليث المفتي، راكان تحسين بك، عباس الحاوي، رانية أسعد، محمد حداقي، ليليا الأطرش، علي كريم، دينا هارون، رجاء يوسف، أميرة خطاب ..... وغيرهم